# Озеро Доменіль
Озеро Доменіль (фр. Lac Daumesnil) — одне з трьох штучних озер Венсенського лісу .

## Короткий опис
Площа дзеркала озера складає ~ 0,12 км ². Знаходиться в південно-західній частині Венсенського лісу, приблизно за 300 метрів на північ від Венсенського велодрому. Озеро назване на честь барона П'єра Доменіля. На озері є 2 острови (Берсі та Реї), острів Реї з'єднаний мостами з островом Берсі та з рештою території парку.
Як і три інших озера парку (Сен-Манде, Гравель і Мінім), Доменіль є частиною гідросистеми Венсенського лісу, яка забезпечує підживлення озер водами Сени. Озеро було викопане в 1860-их роках, під час перетворення Венсенського лісу в парк.
Біля південного берега озера (навпроти мосту, що веде на острів Реї) розташована Венсенська пагода і тибетський буддійський центр традиції Каг'ю, Каг'ю-Дзонг.